# Gambarie
Gambarie is een plaats (frazione) in de Italiaanse gemeente Santo Stefano in Aspromonte en een wintersportgebied met uitzicht op de Straat van Messina.

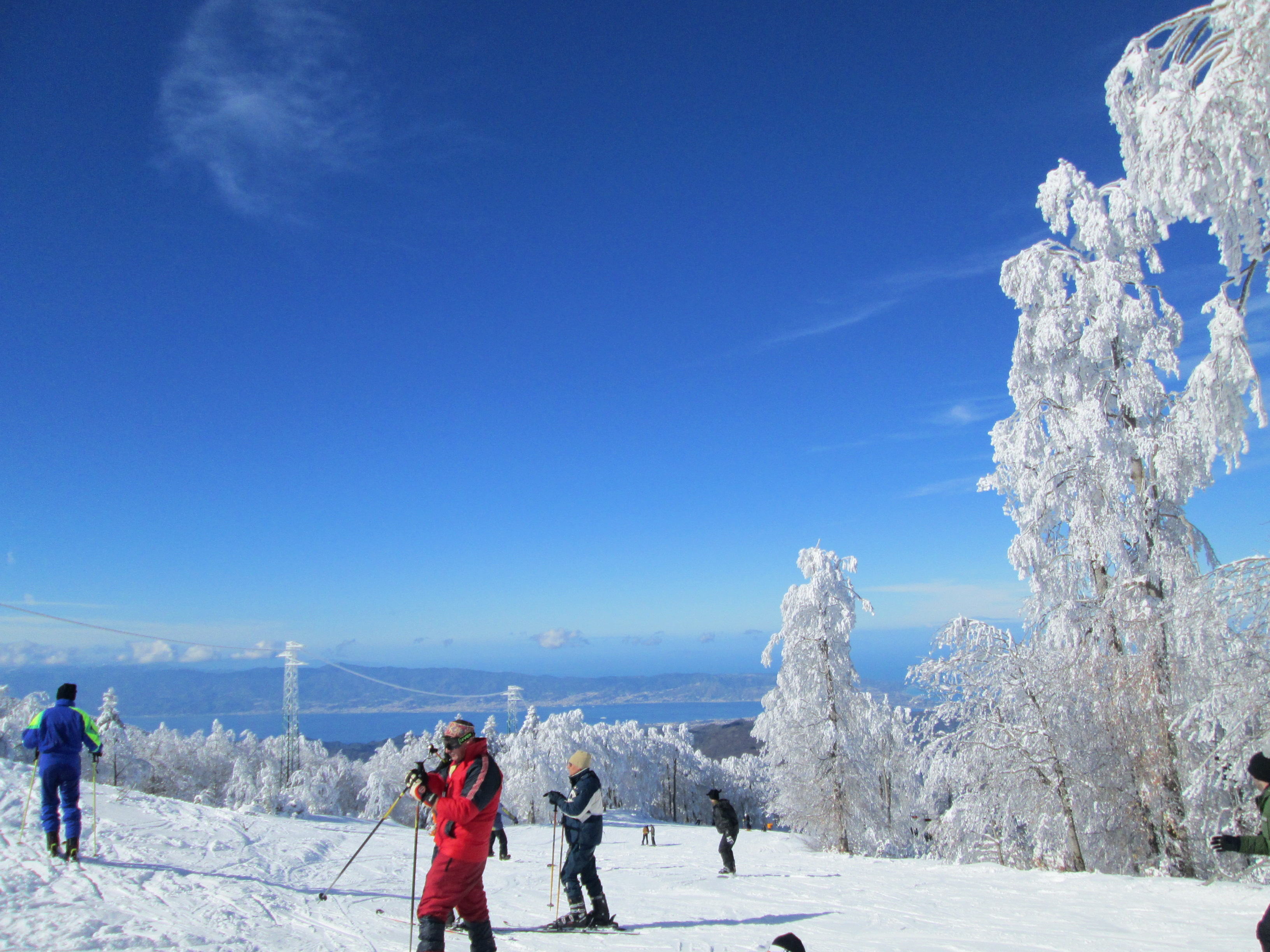
Gambarie wintersportgebied